# Théodore Klein
Pour les articles homonymes, voir Klein.
Thédore Klein, né le 14 novembre 1994 à Metz, est un coureur de fond français spécialisé en course en montagne. Il a remporté la médaille de bronze sur l'épreuve de montée et descente aux championnats d'Europe de course en montagne et trail 2024 ainsi que le titre de champion de France de course en montagne 2024.

## Biographie
Thédore Klein fait ses débuts en course à pied à l'âge de 17 ans. Il démontre de bons résultats, notamment en cross-country,. Il décroche ses premières sélections nationales à l'âge de 18 ans et participe notamment aux championnats du monde de cross-country 2013 à Bydgoszcz ainsi qu'aux championnats d'Europe de cross-country 2013 à Belgrade. Lors de ces derniers, il se classe 59e et décroche la médaille d'or au classement par équipes.
Il s'installe à Thann en 2019 et devient professeur d'EPS au lycée de Pulversheim,.
En 2020, il fait ses débuts dans la discipline de course en montagne. Le 29 août 2021, il prend pour la première fois le départ de la montée du Grand Ballon à domicile. Il réalise une solide course et profite des défaillances des favoris pour remporter la victoire. Le 12 septembre, il crée la surprise lors des championnats de France de course en montagne à Ancelle. Il parvient à courir dans les talons du favori Sylvain Cachard pour remporter la médaille d'argent. Le 24 octobre, il participe au Trophée Vanoni dans l'équipe nationale aux côtés d'Alexandre Fine et de Sylvain Cachard. En lutte avec le club Atletica Valchiese, les Français réalisent une solide course. Théodore Klein parvient à doubler Marco Filosi dans le dernier pour offrir la victoire à son équipe.
Le 3 juillet 2022, il prend le départ de la course Montreux-Les-Rochers-de-Naye. Il court en tête aux côtés du Colombien Andrés Ruiz Malaver. Les deux hommes ne parvenant pas à se départager, ils franchissent la ligne d'arrivée main dans la main pour s'offrir la victoire ex-aequo. Deux semaines plus tard, il s'élance sur la montée du Nid d'Aigle, manche de la Coupe du monde de course en montagne. Laissant partir les Kényans Patrick Kipngeno et Philemon Kiriago en tête, il effectue une solide course et assure la troisième place sur le podium.
Le 28 avril 2024, il s'élance à nouveau au départ des championnats de France de course en montagne à Briançon. Parvenant à déjouer les pronostics, il s'offre le titre après un duel serré avec Frédéric Tranchand. Le 2 juin, il s'élance sur l'épreuve de montée et descente aux championnats d'Europe de course en montagne et trail à Annecy. Il parvient à courir aux avants-postes aux côtés de Roberto Delorenzi et Lukas Ehrle. À un kilomètre de l'arrivée, il est cependant victime d'une chute. Il parvient à repartir à distance de ses adversaires mais conserve sa troisième position pour s'offrir la médaille de bronze. Il remporte de plus la médaille d'or au classement par équipes.

## Palmarès
| no  | masculin           | Course                                                           | Longueur | Départ          | Temps           |
| --- | ------------------ | ---------------------------------------------------------------- | -------- | --------------- | --------------- |
| 1re | Médaille d'or      | Montée du Grand Ballon                                           | 14,0 km  | 29 août 2021    | 1 h 6 min 31 s  |
| 1re | Médaille d'or      | Montée du Grand Ballon                                           | 14,0 km  | 29 mai 2022     | 1 h 56 min 59 s |
| 1re | Médaille d'or      | Course Montreux-Les-Rochers-de-Naye                              | 18,8 km  | 3 juillet 2022  | 1 h 28 min 38 s |
| 3e  | Médaille de bronze | Montée du Nid d'Aigle                                            | 19,5 km  | 16 juillet 2022 | 1 h 46 min 28 s |
| 3e  | Médaille de bronze | Course Montreux-Les-Rochers-de-Naye                              | 18,8 km  | 2 juillet 2023  | 1 h 31 min 49 s |
| 3e  | Médaille de bronze | Vertical-Race du Lac d'Annecy                                    | 7,6 km   | 21 avril 2024   | 42 min 55 s     |
| 1re | Médaille d'or      | Championnats de France de course en montagne                     | 14,0 km  | 28 avril 2024   | 1 h 3 min 56 s  |
| 6e  | 6e                 | Championnats d'Europe de course en montagne - Montée             | 7,6 km   | 31 mai 2024     | 45 min 10 s     |
| 3e  | Médaille de bronze | Championnats d'Europe de course en montagne - Montée et descente | 16,0 km  | 2 juin 2024     | 1 h 11 min 49 s |
| 3e  | Médaille de bronze | Val Bregaglia Trail                                              | 23 km    | 13 octobre 2024 | 1 h 34 min 53 s |
| 1re | Médaille d'or      | Montée du Grand Ballon                                           | 14,2 km  | 4 mai 2025      | 1 h 5 min 28 s  |
| 1re | Médaille d'or      | Course Montreux-Les-Rochers-de-Naye                              | 18,8 km  | 22 juin 2025    | 1 h 30 min 59 s |

## Records
| Épreuve              | Épreuve              | Performance    | Date             | Lieu             |
| -------------------- | -------------------- | -------------- | ---------------- | ---------------- |
| 1 500 mètres         |                      | 3 min 49 s 54  | 22 mai 2022      | Thaon-les-Vosges |
| 1 500 mètres         | Piste courte         | 4 min 2 s 74   | 24 janvier 2013  | Metz             |
| 3 000 mètres         |                      | 8 min 16 s 83  | 1er juillet 2020 | Riehen           |
| 3 000 mètres         | Piste courte         | 8 min 19 s 52  | 11 février 2023  | Metz             |
| 5 000 mètres         | 5 000 mètres         | 14 min 8 s 15  | 16 juin 2020     | Wetzikon         |
| 10 000 mètres        | 10 000 mètres        | 30 min 35 s 07 | 27 avril 2016    | Paris            |
| 3 000 mètres steeple | 3 000 mètres steeple | 9 min 33 s 43  | 8 mai 2016       | Longeville       |
| 5 kilomètres         | 5 kilomètres         | 14 min 50 s    | 15 août 2021     | Colmar           |
| 10 kilomètres        | 10 kilomètres        | 29 min 35 s    | 28 novembre 2021 | Nancy            |
| Semi-marathon        | Semi-marathon        | 1 h 7 min 0 s  | 8 mars 2020      | La Wantzenau     |